# Dieter Podlech
Dietrich Podlech  (1931 - ... ) foi um botânico alemão.